# Association Sportive ADEMA
L'Association Sportive ADEMA (acrònim de Association Sportive Aéroports DE Madagascar) fou un club de futbol de la ciutat d'Antananarivo, Madagascar.
Va ser fundat l'any 1955. Els seus colors són el verd i el blanc.
El club destacà a partir de l'any 2000. Fins a l'any 2021 guanyà quatre lligues i quatre copes de Madagascar. L'any 2002 arribà a quarts de final de la Copa de la CAF de futbol on fou derrotat pel club Al-Masry d'Egipte.
En un partit de la lliga nacional contra l'equip SO l'Emyrne per resultat de 149 a 0 el 31 d'octubre de 2002. Tots els gols foren marcats pel SOE en pròpia porta en protesta per una decisió arbitral.
L'any 2021 es fusionà amb el club Dato FC (Atsimo Atsinanana) per formar el nou club A Dato FC.

## Palmarès
- Lliga malgaixa de futbol:[7]

2002, 2006, 2012, 2021
- Copa malgaixa de futbol:[8]

2007, 2008, 2009, 2010
- Supercopa malgaixa de futbol:

2006, 2008